# Resolutie 2176 Veiligheidsraad Verenigde Naties
Resolutie 2176 van de Veiligheidsraad van de Verenigde Naties werd op 15 september 2014 met unanimiteit aangenomen door de VN-Veiligheidsraad. De resolutie verlengde het mandaat van de vredesmacht in Liberia met drie maanden.

## Achtergrond
Na de hoogdagen onder het decennialange bestuur van William Tubman, die in 1971 overleed, greep Samuel Doe de macht. Zijn dictatoriale regime ontwrichtte de economie en er ontstonden rebellengroepen tegen zijn bewind, waaronder die van de latere president Charles Taylor. In 1989 leidde de situatie tot een burgeroorlog waarin de president vermoord werd. De oorlog bleef nog doorgaan tot 1996. Bij de verkiezingen in 1997 werd Charles Taylor verkozen en in 1999 ontstond opnieuw een burgeroorlog toen hem vijandige rebellengroepen delen van het land overnamen. Pas in 2003 kwam er een staakt-het-vuren en werden VN-troepen gestuurd. Taylor ging in ballingschap en de regering van zijn opvolger werd al snel vervangen door een overgangsregering. In 2005 volgden opnieuw verkiezingen en werd Ellen Johnson Sirleaf de nieuwe president. In 2011 werd ze herkozen voor een tweede ambtstermijn. In 2014 brak in West-Afrika een ebola-epidemie uit die ook Liberia trof.

## Inhoud
In augustus 2014 had secretaris-generaal Ban Ki-moon voorstellen geformuleerd om UNMIL's mandaat aan te passen. Hij stelde nu zelf voor deze herziening uit te stellen; gezien de toestand in Liberia, dat een van de landen was die door een ebola-epidemie werden getroffen. Het mandaat werd derhalve verlengd tot 31 december 2014. De voorstellen van de secretaris-generaal zouden dan later bekeken worden, waarop het mandaat verder zou worden verlengd.

## Verwante resoluties
- Resolutie 2116 Veiligheidsraad Verenigde Naties (2013)
- Resolutie 2128 Veiligheidsraad Verenigde Naties (2013)
- Resolutie 2188 Veiligheidsraad Verenigde Naties
- Resolutie 2190 Veiligheidsraad Verenigde Naties

Lijst ·  2133 ·  2134 ·  2135 ·  2136 ·  2137 ·  2138 ·  2139 ·  2140 ·  2141 ·  2142 ·  2143 ·  2144 ·  2145 ·  2146 ·  2147 ·  2148 ·  2149 ·  2150 ·  2151 ·  2152 ·  2153 ·  2154 ·  2155 ·  2156 ·  2157 ·  2158 ·  2159 ·  2160 ·  2161 ·  2162 ·  2163 ·  2164 ·  2165 ·  2166 ·  2167 ·  2168 ·  2169 ·  2170 ·  2171 ·  2172 ·  2173 ·  2174 ·  2175 ·  2176 ·  2177 ·  2178 ·  2179 ·  2180 ·  2181 ·  2182 ·  2183 ·  2184 ·  2185 ·  2186 ·  2187 ·  2188 ·  2189 ·  2190 ·  2191 ·  2192 ·  2193 ·  2194 ·  2195